# Historie evropské integrace

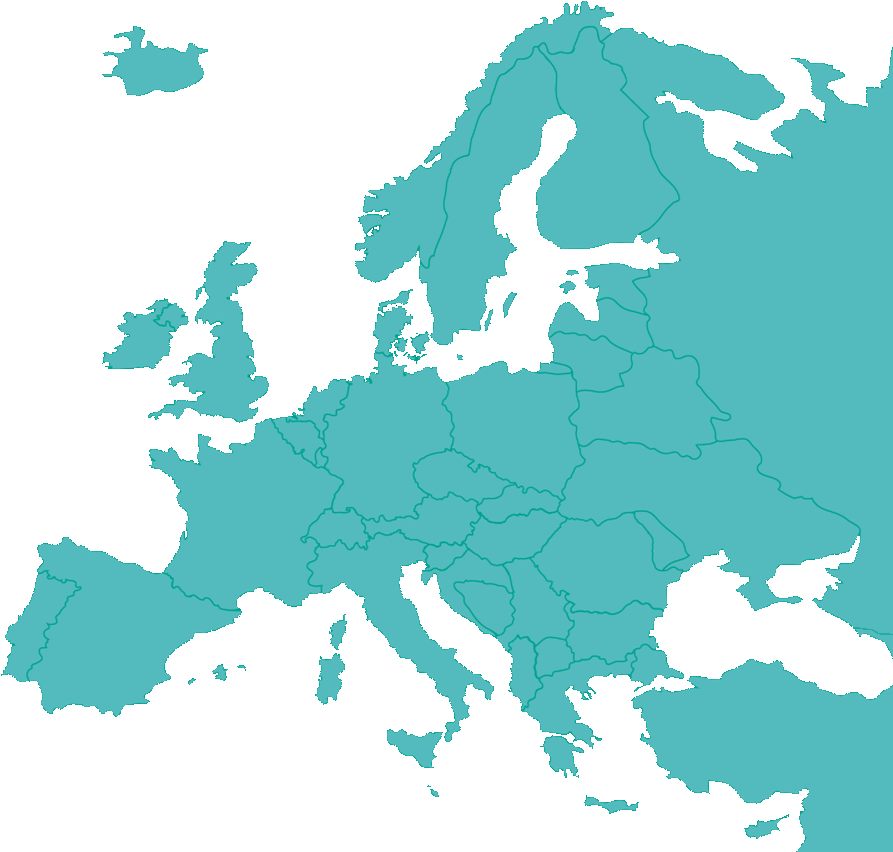
Mapa současné Evropy

Historie evropské integrace je velice obsáhlá. Snaha o spojení různých evropských území je stará jako historie osídlování Evropy. V této době šlo však především o touhu vládců po moci, než o sblížení evropských národů za účelem spolupráce.

## Středověk
- Karel Veliký, císař Svaté říše římské, inicioval v roce 800 pokus o opětovné vytvoření Římské říše. Říše Karla Velikého zahrnovala dnešní Francii, Švýcarsko, Západní Německo, Belgii, Lucembursko a Nizozemsko. S výjimkou Švýcarska se jedná o 5 zakládajících členů současného Evropského Společenství, chybí zde jen Itálie, která však byla na severu také součástí říše. Karel Veliký zavedl jednotnou měnu, která byla opět zavedena až v podobě eura po 1200 letech. Po jeho smrti roku 814 se zmíněné uskupení začalo rozpadat a v roce 843 bylo rozděleno.

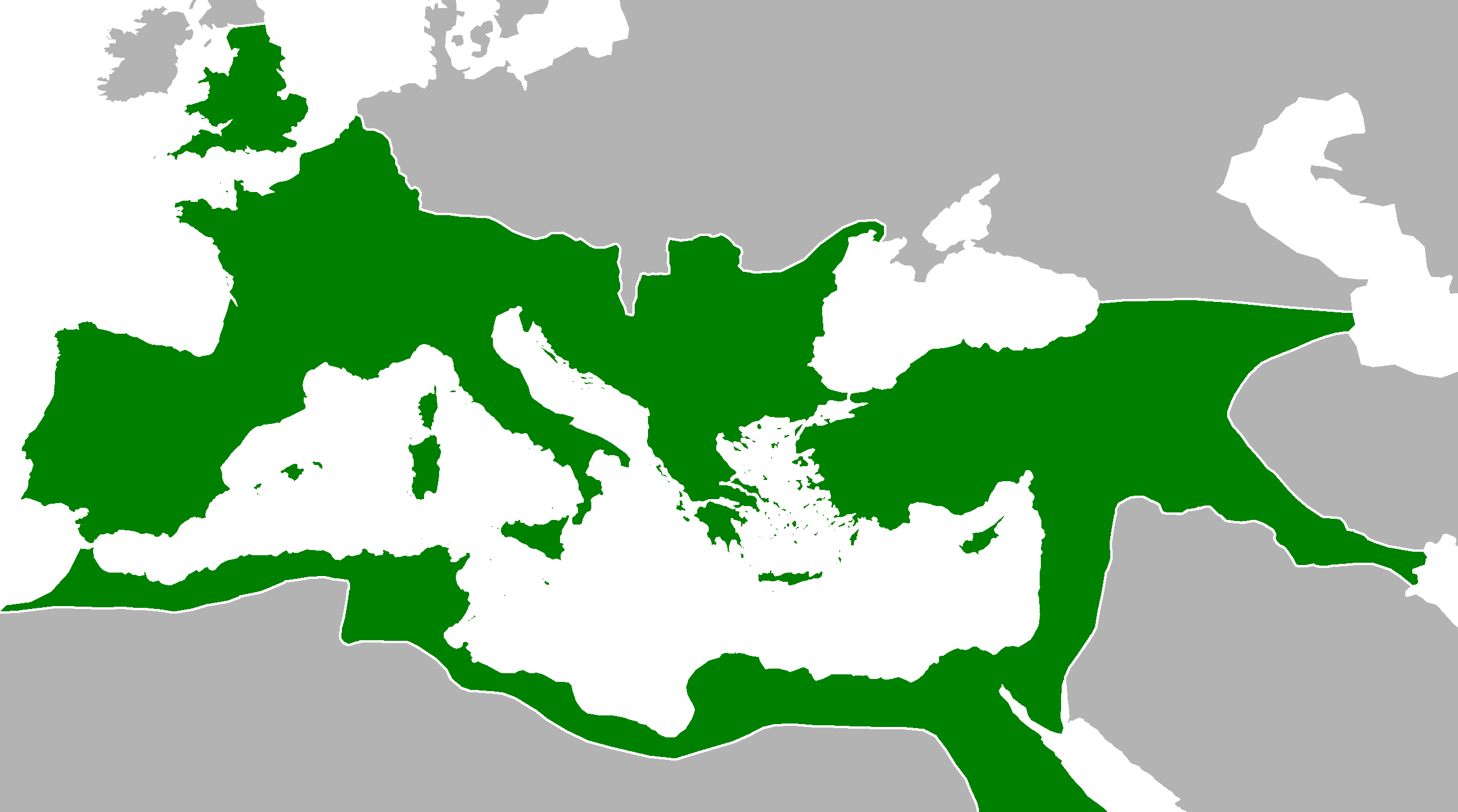
Mapa Římské říše v roce 117

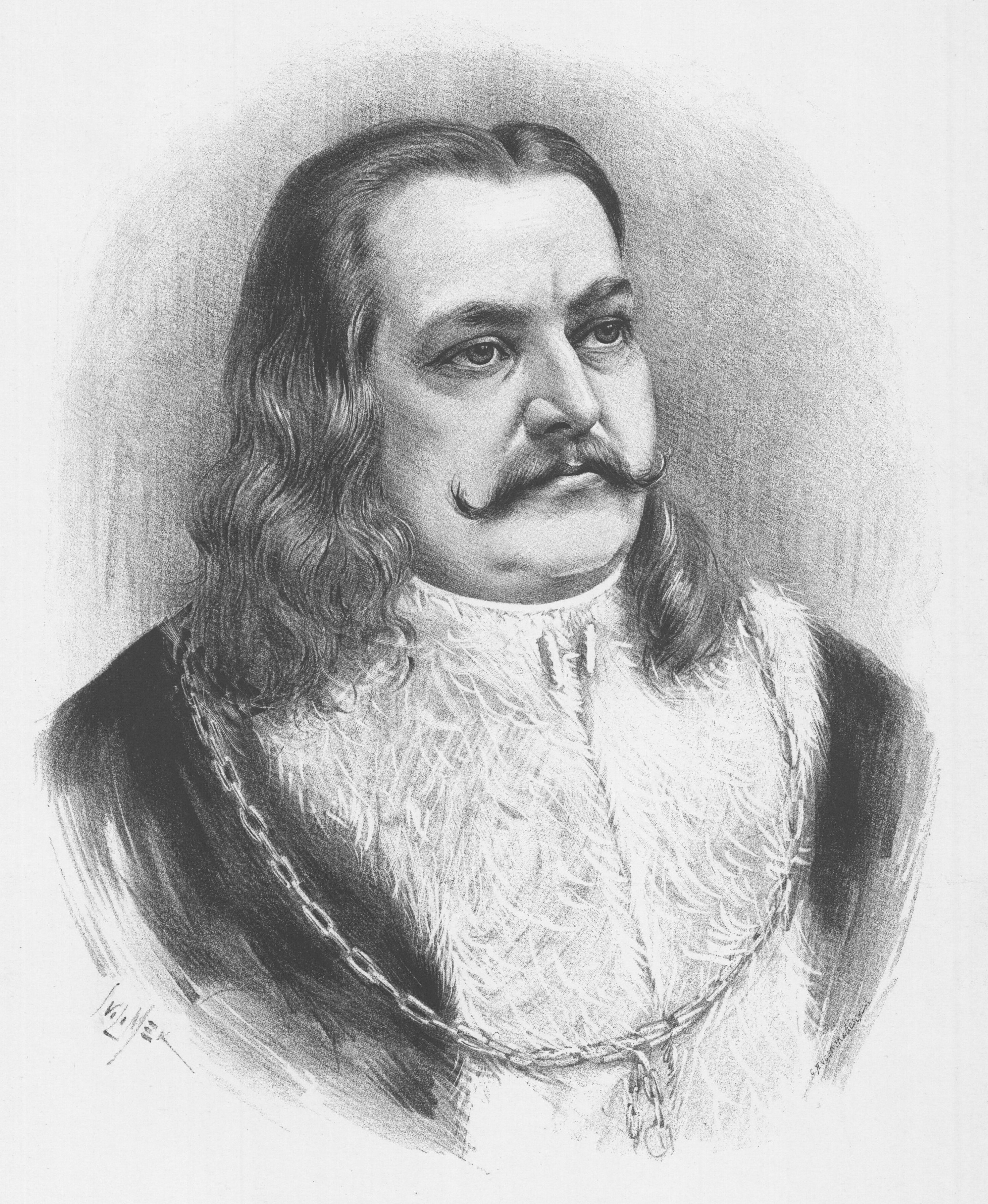
Jiří z Poděbrad

- Pierre Dubois, francouzský právník a diplomat, který se roku 1306 domáhal vytvoření Křesťanské republiky, která by byla spravována stálým shromážděním evropských vladařů. Na základě křesťanských principů by se měli tito evropští vladaři snažit zajistit mír na evropském kontinentu.
- Dante Alighieri se roku 1310 ve své knize Monarcha dožaduje po vytvoření evropských institucí, který by měly zabránit válkám v Evropě.
- Jiří z Poděbrad byl český král, který roku 1462 navrhoval vytvoření evropské konfederace, která měla čelit postupujícím Turkům. Konfederační uspořádání mělo pravidelně zasedat s pětiletou předsednickou rotací (dnešní předsednictví v EU je půlroční).

## Novověk

### Do 20. století

Evropa v roce 1789

- Francouzský státník Maximilien de Béthune, vévoda de Sully, první ministr krále Jindřicha IV., v roce 1638 představil svůj „velký projekt“ (anglicky Grand design), jež spočíval v novém překreslení hranic zajišťující vyrovnanost sil v Evropě.
- William Penn roku 1693 navrhl ustanovení Evropského parlamentu, které řešilo spory evropských států za použití ¾ kvalifikované většiny. Počet hlasů jednotlivých států odpovídal jejich ekonomické síle (například Německo – 12 hlasů, Francie – 10 hlasů, Anglie – 6 hlasů).
- Abbé de Saint-Pierre v roce 1717 vydal třísvazkový projekt nazvaný Projekt nastolení trvalého míru v Evropě, který měl prosazovat volný obchod, zřízení evropského senátu a společnou obranu.
- Jean-Jacques Rousseau byl od roku 1712 do roku 1778 zastánce evropské federativní unie národů.
- Immanuel Kant v roce 1795 navrhoval přijetí evropské ústavy, a také unifikovaný právní systém. Jako jedinou cestu k míru v Evropě viděl vytvoření federace.

### 1900 – 1945

Evropa po první světové válce

Evropa po druhé světové válce

- Jean Jaurès v roce 1914 přesvědčoval Evropany, aby nenaslouchali nacionalismu a sjednotili se. Před vypuknutím 1. Světové války byl na něj spáchaný atentát.
- První světová válka – erupce nacionalismu, trvala od roku 1914 do roku 1918. Záminku k rozpoutání války dali srbští extremisté, kteří spáchali atentát na Franze Ferdinanda. V této válce zahynulo 9 000 000 vojáků a 21 000 000 civilistů. První světová válka skončila podepsáním Versailleské smlouvy, která nově uspořádala Evropu a u Němců vyvolala pocit beznaděje a nespravedlnosti a tento pocit byl podnětem k vypuknutí 2. Světové války ve 30. letech 20. století. Seskupení BLEU (Belgicko-lucemburská ekonomická unie) z roku 1921, jež představovala společnou centrální banku, vzájemné pevné navázání měn a společný zahraniční obchod.
- Richard Coudenhove-Kalergi vydal roku 1923 knihu Pan-Evropa, ve které tvrdil, že jediný způsob dosažení míru v Evropě, je vytvoření politické unie, která by znamenala její sjednocení. Coudenhove-Kalergi zamýšlel vznik pěti světových velmocí, a to USA, východní Asie (Japonsko a Čína), Sovětského svazu, Pan-Evropy (zahrnující i evropské kolonie v Africe a jižní Asii) a Britského impéria (Commonwealth), který by zahrnoval i Kanadu, Austrálii, Střední východ, jihovýchodní Asii a Indii. Sovětský svaz nezařadil do Evropy díky jeho velkým odlišnostem a nedemokratickým tradicím, které odporovaly myšlence Pan-Evropy. Také Británie nebyla zařazena do Pan-Evropy a to z důvodu její moci a síly, protože Coudenhove-Kalergi v ní viděl politický kontinent sám o sobě. Mnozí politikové meziválečné a poválečné Evropy navazovali na Coudenhove-Kalergiho myšlenky. Konkrétně to byli Georges Pompidou, Tomáš Garrigue Masaryk, Winston Churchill, Aristide Briand, Konrad Adenauer a Édouard Herriot.
- Édouard Herriot byl francouzský ministerský předseda, který v roce 1924, tedy po skončení 1. Světové války, vyzýval k vytvoření Spojených států evropských.
- Aristide Briand, francouzský ministr zahraničí, v roce 1930 prosazoval myšlenku o vytvoření Evropské konfederace, která by fungovala v rámci Spojených národů.
- Francouzsko-britská unie (1940) – Jean Monnet, který byl ekonomickým zmocněncem francouzského generála Charlese de Gaulla a Winston Churchill, ministerský předseda Spojeného království, navrhovali, aby francouzská a britská vláda vytvořila společné obranné politiky a společné zahraniční politiky.
- Druhá světová válka, jež probíhala v letech 1939 až 1945 znamenala ztrátu 38 000 000 až 50 000 000 lidských životů z řad vojáků a civilistů. Z toho důvodu byla silným impulsem pro Evropany, aby bylo vytvořeno vzájemné propojení evropských národů, a to hlavně za účelem zabránění dalších možných válečných krveprolití.

### 1945–1950

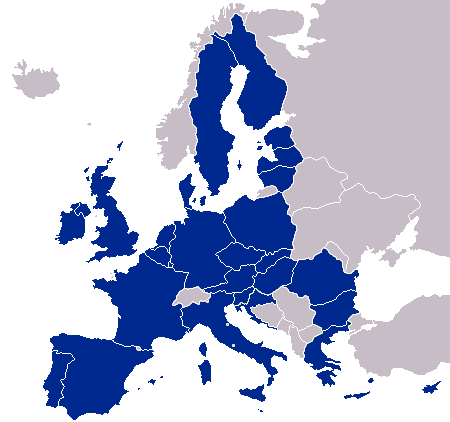
Mapa Evropské unie po roce 2014

- V roce 1944 se Belgie, Nizozemsko a Lucembursko (Benelux) dohodly na vytvoření celní unie, k tomuto vytvoření došlo až v roce 1948.
- Roku 1948 vešel v platnost Marshallův plán. Po skončení 2. světové války chtěly Spojené státy americké co nejdříve stáhnout svá vojska z Evropy, a to kvůli nebezpečí sovětské rozpínavosti. Spojené státy zůstaly aktivním hráčem a převzaly na sebe roli „světového četníka“, který bránil západní Evropu, jihovýchodní Asii a samy sebe před sovětským nebezpečím. USA považovalo za určující především poválečný vývoj v Evropě, a to z pohledu svých vlastních ekonomických i bezpečnostních zájmů, a proto jí nabídly materiální i finanční pomoc v podobě Evropského programu obnovy (známy pod názvem Marshallův plán). Americký ministr zahraničí George Catlett Marshall představil svůj plán pomoci v červnu 1947. Cílem tohoto plánu měl být boj proti bídě, hladu, zoufalství a chaosu. Plán byl nabídnut všem evropským zemím postižených válkou. Mělo z něj čerpat i tehdejší Československo. Sovětský svaz na přelomu července a srpna 1947 vydal prohlášení, že se programu nezúčastní a pod jeho tlakem Marshallův plán odmítly i ostatní státy východní a střední Evropy. Došlo k rozdělení Evropy na západní a východní část.
- V roce 1949 vznikla Rada Evropy (Council of Europe) jako výsledek mezinárodní konference, které se účastnili zástupci Belgie, Dánska, Francie, Itálie, Irska, Nizozemska, Lucemburska, Švédska, Norska a Spojeného království. Všichni tito zástupci podepsali tzv. Londýnskou smlouvu. Rada Evropy měla napomáhat rozvoji na poli ekonomickém, kulturním a podporovat lidská práva a demokratické hodnoty. Postupně tato práva přešla na jiné organizace a Radě Evropy tak zůstala pouze oblast kulturního poznávání evropských národů a podpora demokracie v nově se demokratizujících státech.
- Po 2. světové válce bylo poražené Německo rozděleno na několik okupačních zón, které spravovaly vítězné mocnosti. V září roku 1949 vyhlásily západní okupační síly (Spojené království, USA a Francie) samostatné Západní Německo v reakci na krizi mezi spojenci.
- Severoatlantická smlouva vznikla z důvodu potřeby vyvážit sovětskou vojenskou hrozbu a to prostřednictvím spolupráce západních armád a zajištěním mírové koexistence se západním Německem.